# Argyrogrammana leptographia
Argyrogrammana leptographia är en fjärilsart som beskrevs av Hans Ferdinand Emil Julius Stichel 1911. Argyrogrammana leptographia ingår i släktet Argyrogrammana och familjen Riodinidae. Inga underarter finns listade i Catalogue of Life.